# Britse Jeugdraad
De Britse Jeugdraad (British Youth Council, BYC) is een Britse organisatie die zich inzet om jonge mensen te empoweren en hun belangen te behartigen. De BYC, dat gerund wordt door jongeren, is opgericht om de belangen van jongeren te behartigen bij besluitvormers op zowel lokaal, nationaal, Europees als internationaal niveau. Ook heeft de BYC als doelstelling om de  participatie van jongeren in de samenleving en het openbare leven te bevorderen. Het wordt gedeeltelijk gefinancierd door het Department for Digital, Culture, Media and Sport en het Britse parlement. De Britse Jeugdraad is de evenknie van NJR, de Nederlandse Nationale Jeugdraad.

## Oprichting
De Britse Jeugdraad werd opgericht door het Britse ministerie van Buitenlandse Zaken van de Britse regering ter voorbereiding van de eerste World Assembly of Youth. Het oorspronkelijke doel was om jonge mensen in Groot-Brittannië te verenigen tegen de krachten van het communisme net na de Tweede Wereldoorlog.

## Bestuur
Het bestuur bestaat uit 12 jongeren van 16 tot 25 jaar. Deze jaarlijks gekozen jongeren hebben 14 medewerkers en 10 fulltime vrijwilligers in dienst en leiden een groep jonge campagnevoerders en mediawoordvoerders. De organisatie is een geregistreerde liefdadigheidsinstelling  en een geregistreerde vennootschap met beperkte aansprakelijkheid  om de benoeming van bestuurders onder de 18 jaar mogelijk te maken.

## Lidmaatschap
Er zijn meer dan 250 leden (stand 2022), waaronder nationale jongerenorganisaties, op geloof gebaseerde groepen en organisaties die minderheidsgroepen van jongeren vertegenwoordigen. Daarnaast ondersteunt de Britse Jeugdraad een netwerk van 620 jongerenraden en jongerenfora, die allemaal ook gerund worden door jongeren.

## Activiteiten
De Britse Jeugdraad helpt jongeren om zichzelf te vertegenwoordigen door het organiseren van verschillende activiteiten waaronder zogenaamde 'Young People in Parliament Events', waarbij hun stem wordt gehoord door politici en beleidsmakers. Tevens zet de Britse Jeugdraad initiatieven op die de prestaties van jongeren vieren, zoals de Royal Society of Arts Young Leader Awards. Met steun van het Lagerhuis heeft de Britse Jeugdraad het Youth Select Committee opgericht dat in 2013 met 11 jonge panelleden een onderzoek heeft gehouden naar het nationale leerplan.
De Council ondersteunt jongeren bij het vinden van mogelijkheden voor vrijwilligerswerk en andere kansen voor jongeren via een website, een ledenbestand en via nieuwsbrieven zoals het BYC Project en het Online Action Network.